# ABC (唱片)
《ABC》是香港美籍華裔歌手歐陽靖(MC Jin)的唱片，亦是他在香港推出的第一張唱片，2007年2月20日發行國際版，2008年8月6日推出香港版。

## 曲目
- 《ABC》

發行日期：2007年2月20日(國際版)/2008年8月6日(香港版)
1. ABC
2. 真正 Hip Hop
3. 香港 Superstar (feat.吳彥祖)
4. 識講唔識睇
5. Ape Shall Never Kill Ape
6. 飲啖茶
7. 喂喂搵邊位
8. 即食麵
9. 1997
10. 搵兩餐 (feat. Ken Oak)
11. 上堂時間(Bonus Track)